# جيرار مورو
جيرار ألبرت مورو (بالفرنسية: Gérard Mourou)‏ من مواليد 22 يونيو 1944، هو عالِم فرنسي وشخصيّة رائدة في مجال الهندسة الكهربائية والليزر وحائز على جائزة نوبل جنبًا إلى جنب مع الكندية دونا ستريكلاند بسببِ مشاركته في اختراع تقنية استُخدمت في تطويل كثافة نبضات الليزر والأمريكي أرثر أشكين. في عام 1994؛ اكتشفَ جيرارد رفقةَ فريقه في جامعة ميشيغان إمكانية تطوير ظاهرة كير من خلال التخفيف من الحيود عن طريق التأين وخلخلة شعاع الليزر في الغلاف الجوي بهدفِ خلق خيوط بمثابة موجهات لموجات الشعاع وبالتالي منع الاختلاف.

## المسيرة المهنية
مورو هو مدير مختبر علم البصريات التطبيقية في فرنسا، كما يشغلُ منصب أستاذ في المدرسة المتعددة التكنولوجية إلى جانب منصبه كأستاذ فخري في جامعة ميشيغان. يعدّ المدير المؤسس للمركز الفائق في السرعة الضوئية (CUOS) في جامعة ميشيغان وذلكَ في عام 1990. شغلَ سابقًا منصب أستاذٍ في جامعة روشستر.

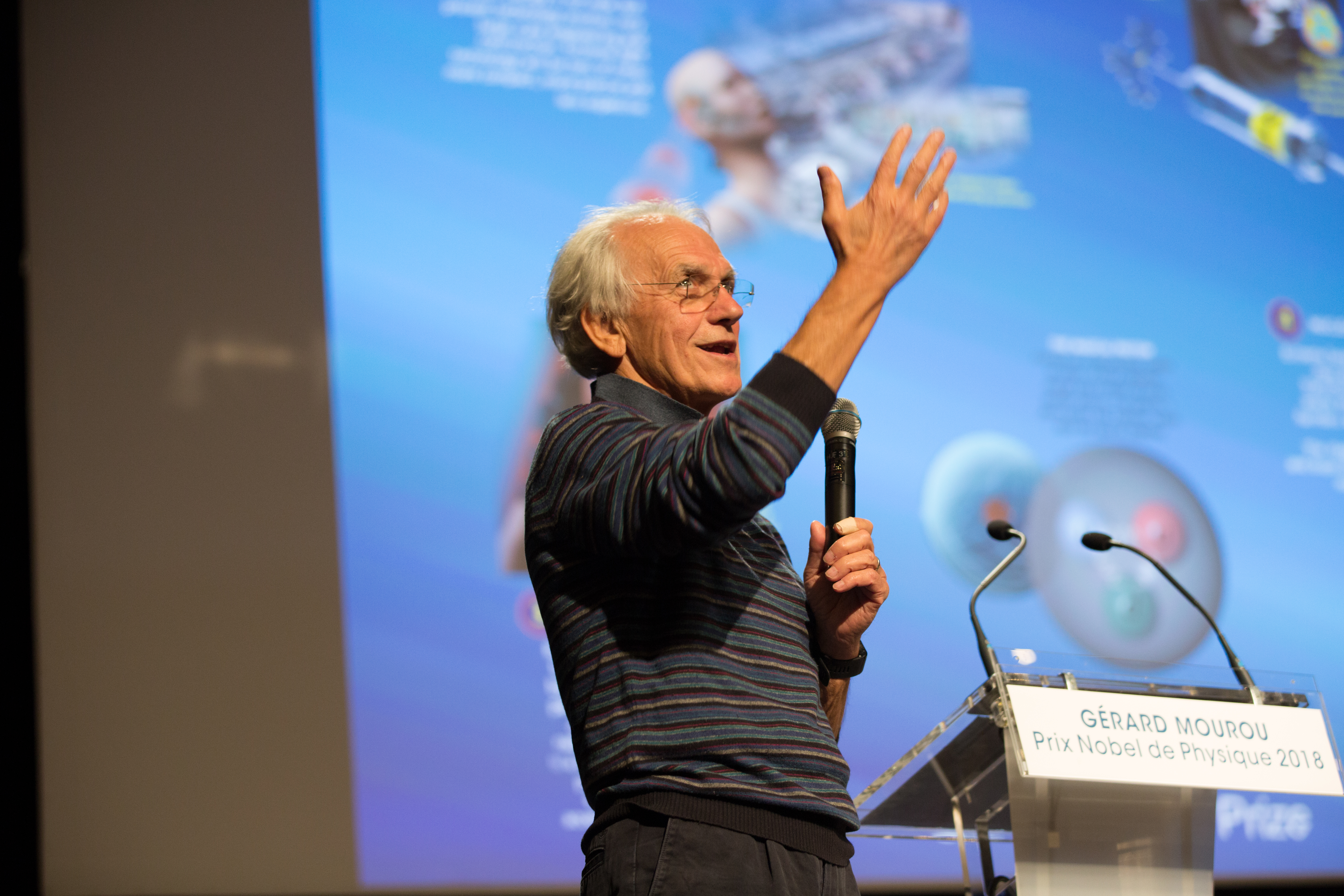
مورو يتحدث في عام 2018 بعد حصوله على جائزة نوبل

حصلَ مورو في الثاني من تشرين الأول/أكتوبر من عام 2018 على جائزة نوبل في الفيزياء جنبا إلى جنب مع دونا ستريكلاند وذلك بفضل عملهما المميز في مجال الليزر. تقاسمَ مورو وستريكلاند نصف الجائزة في حين ذهبَ النصف الآخر للعالِم آرثر أشكين.

## الجوائز والأوسمة
- 1995 – جائزة جمعية البصريات الأمريكية[12]
- 1997 – جائزة سبي هارولد إي إجيرتون[13]
- 2004 – جائزة تقديرية بسبب إسهاماته في مجال المدارات الكمية الإلكترونية[14][15]
- 2005 جائزة تقديرية تكريمًا لعمله في مجال علوم الليزر وعلوم البصريات[16]
- 2009 – جائزة تشارلز هارد تاونز مُقدّمة من جمعية البصريات الأمريكية[17]
- 2018 – جائزة نوبل في الفيزياء جنبا إلى جنب مع آرثر أشكين ودونا ستريكلاند[18]

## روابط خارجية
- جيرار مورو على موقع الموسوعة البريطانية (الإنجليزية)
- جيرار مورو على موقع مونزينجر (الألمانية)